# Región geográfica intermedia de Lages
La región geográfica intermedia de Lages es una de las siete regiones intermedias del estado brasileño de Santa Catarina y una de las 134 regiones intermediarias de Brasil, creadas por el Instituto Brasileño de Geografía y Estadística (IBGE) en 2017. Está compuesta por 24 municipios, distribuidos en dos regiones geográficas inmediatas.
Su población total estimada por el Instituto Brasileño de Geografía y Estadística (IBGE) para julio de 2018 era de 328 272 habitantes, distribuidos en una área total de 19 427.583 km².
Lages es el municipio más poblado de la región intermedia, con 157 743 habitantes, en consonancia con estimativas de 2018 del IBGE.

## Regiones geográficas inmediatas y municipios
| Región geográfica inmediata | Código | Municipios           |
| --------------------------- | ------ | -------------------- |
| Lages                       | 420005 | Anita Garibaldi      |
| Lages                       | 420005 | Bocaina do Sul       |
| Lages                       | 420005 | Bom Jardim da Serra  |
| Lages                       | 420005 | Bom Retiro           |
| Lages                       | 420005 | Campo Belo do Sul    |
| Lages                       | 420005 | Capão Alto           |
| Lages                       | 420005 | Cerro Negro          |
| Lages                       | 420005 | Correia Pinto        |
| Lages                       | 420005 | Lages                |
| Lages                       | 420005 | Otacílio Costa       |
| Lages                       | 420005 | Painel               |
| Lages                       | 420005 | Palmeira             |
| Lages                       | 420005 | Ponte Alta           |
| Lages                       | 420005 | Rio Rufino           |
| Lages                       | 420005 | São Joaquim          |
| Lages                       | 420005 | São José do Cerrito  |
| Lages                       | 420005 | Urubici              |
| Lages                       | 420005 | Urupema              |
| Curitibanos                 | 420006 | Brunópolis           |
| Curitibanos                 | 420006 | Curitibanos          |
| Curitibanos                 | 420006 | Frei Rogério         |
| Curitibanos                 | 420006 | Ponte Alta do Norte  |
| Curitibanos                 | 420006 | Santa Cecília        |
| Curitibanos                 | 420006 | São Cristóvão do Sul |